# Шу-дурул
Шу-дурул (Шу-турул) — цар Аккада. Його правління припадало приблизно на середину XXII століття до н. е.
Володів Кішем і Тутубом (сучасний Хафажже). Після його смерті відбувся остаточний занепад Аккада. Власне місто було цілковито зруйновано.